# Aldeia Nova (Almeida)
Aldeia Nova é uma povoação portuguesa do Município de Almeida que foi sede da extinta Freguesia de Aldeia Nova, freguesia que tinha 10,05 km² de área e 33 habitantes (2011), e, por isso, uma densidade populacional de 3,3 hab/km².
A Freguesia de Aldeia Nova foi extinta em 2013, no âmbito de uma reforma administrativa nacional, tendo sido agregada às freguesias de Leomil, Mido e Senouras, para formar uma nova freguesia denominada União das Freguesias de Leomil, Mido, Senouras e Aldeia Nova com sede em Mido.

## População
★ No censo de 1864 figura no concelho de Sabugal. Passou para o actual concelho por decreto de 07/12/1870
| Totais e grupos etários | Totais e grupos etários | Totais e grupos etários | Totais e grupos etários | Totais e grupos etários | Totais e grupos etários | Totais e grupos etários | Totais e grupos etários | Totais e grupos etários | Totais e grupos etários | Totais e grupos etários | Totais e grupos etários | Totais e grupos etários | Totais e grupos etários | Totais e grupos etários | Totais e grupos etários |
| ----------------------- | ----------------------- | ----------------------- | ----------------------- | ----------------------- | ----------------------- | ----------------------- | ----------------------- | ----------------------- | ----------------------- | ----------------------- | ----------------------- | ----------------------- | ----------------------- | ----------------------- | ----------------------- |
|                         | 1864                    | 1878                    | 1890                    | 1900                    | 1911                    | 1920                    | 1930                    | 1940                    | 1950                    | 1960                    | 1970                    | 1981                    | 1991                    | 2001                    | 2011                    |
| Total                   | 142                     | 169                     | 148                     | 164                     | 206                     | 163                     | 137                     | 170                     | 155                     | 146                     | 103                     | 91                      | 68                      | 53                      | 33                      |
| i)                      |                         |                         |                         |                         |                         |                         |                         |                         |                         |                         |                         |                         |                         | 3                       | 2                       |
| ii)                     |                         |                         |                         |                         |                         |                         |                         |                         |                         |                         |                         |                         |                         | 2                       | 1                       |
| iii)                    |                         |                         |                         |                         |                         |                         |                         |                         |                         |                         |                         |                         |                         | 20                      | 7                       |
| iv)                     |                         |                         |                         |                         |                         |                         |                         |                         |                         |                         |                         |                         |                         | 28                      | 23                      |

 i) 0 aos 14 anos; ii) 15 aos 24 anos; iii) 25 aos 64 anos; iv) 65 e mais anos

## Património
- Edificado:
  - Casa tradicional de arquitectura popular do Largo da Amoreira - século XIX

- Religioso:
  - Igreja Matriz - século XVIII/XIX;
  - Capela de Santa Bárbara - século XIX/XX;
  - Nicho de Santo António situado na Rua Direita - século XVIII/XIX;

- Arqueológico e Etnográfico:
  - Povoado Romano das Trigueiras - Rural;
  - Tronco de Ferragem no Largo da Amoreira - século XIX;

- Natural e Lazer:
  - Amoreira centenária no Largo Principal